# ديفيد بي. تومسون
ديفيد بي. تومسون (بالإنجليزية: David B. Thompson)‏ هو كاهن كاثوليكي أمريكي، ولد في 29 مايو 1923 في فيلادلفيا في الولايات المتحدة، وتوفي في 24 نوفمبر 2013 في تشارلستون في الولايات المتحدة.